# سلطة الأقلية
سلطة الأقلية هو مستحدث لغوي يعبر عن هيكل أو عملية سياسية تتمتع فيها إحدى مجموعات الأقلية بدرجة معينة من السيادة في عمليات اتخاذ القرار في هذا الكيان.
وعادةً ما يطلق مصطلح سلطة الأقلية أو بشكل أكثر شيوعًا، طغيان الأقلية، لذم الحالات التي يمكن فيها لإحدى الأقليات عرقلة التعديلات التشريعية باستخدام متطلبات حد الأغلبية. فعلى سبيل المثال، إذا كان التصويت لصالح سن قانون جديد يتطلب نسبة 2/3 فإن وجود أقلية بنسبة أعلى من 1/3 يقال بأنها لديها سلطات «الأقلية».
حتى في الحالات التي تكون فيها سلطة الأقليات محددة اسميًا بإيقاف الأغلبية باستخدام سلطة حق النقض (سواء كان نتيجة متطلبات الأغلبية أو حالة إجماع)، فقد يتسبب ذلك في موقف حيث تحتفظ فيه الأقلية بالسيطرة الفعلية على أجندة المجموعة وطبيعة الاقتراحات المقدمة إليها، حيث إن الأغلبية لن تقترح أفكارًا ستقوم الأقلية بنقضها.
ويقول نقاد هذا الاستخدام لمصطلح سلطة الأقلية بأن القدرة على عرقلة التشريعات مختلفة جوهريًا عن القدرة على سن التشريعات رغم إرادة الأغلبية، مما يجعل تشبيهها بأمثلة «حكم الأقلية المهيمنة» غير المرغوب فيه غير مناسب.
يستخدم مصطلح سلطة الأقلية أحيانًا لوصف حكم الأقلية المهيمنة مثل مجموعة إثنية محددة بالدين أو اللغة أو عامل محدد آخر. وتتضمن الأمثلة التاريخية روديشيا (تسمى الآن زيمبابوي) تحت حكم إيان سميث والأبارتيد في جنوب إفريقيا.
وقد يستخدم المصطلح أيضًا لوصف بعض الحالات التي تقوم فيها سياسة بنك الأصوات بممارسة مهادنة الأقليات. على سبيل المثال لا الحصر، المسلمين من الهنود والأمريكيين من أصل إفريقي ومسيحيي تاميل واليهود الأمريكيين والكنديين الناطقين بالفرنسية.

## سلطة الأقليات في مجموعات المداولة الصغيرة
غالبًا ما تتواجد متطلبات حد اتخاذ القرارات بالأغلبية في مجموعات المداولة الصغيرة حيث يتم تبني هذه المتطلبات أحيانًا في محاولة زيادة حماية المصالح المختلفة داخل المجموعة. ويتم الإعلان عن المتطلبات بصورة رسمية أو قد لا يتم الإعلان عنها (على سبيل المثال، عند وصف إحدى المنظمات بأن لديها «ثقافة الإجماع»).
من الانتقادات الشائعة الموجهة لعملية اتخاذ القرار بالإجماع أنها من الممكن أن تؤدي إلى مواقف تتمكن فيها إحدى الأقليات من عرقلة إرادة الأغلبية. ويقول مؤيدو اتخاذ القرارات بالإجماع إن هذه ميزة جيدة — حيث أنه لا يوجد قرار مفضل عن الآخر دون دعم المجموعة بأكملها.
وغالبًا ما ترفض السلطات البرلمانية محاولات حل هذه المشكلة باستخدام معايير الأغلبية الرسمية:
يفترض بعض الأشخاص، بصورة خاطئة، أن كلما زادت نسبة الأصوات المطلوبة لتنفيذ قرار معين، زادت حماية الأعضاء. وبدلاً من ذلك، فإن العكس هو الصحيح. كلما كانت نسبة أصوات أكثر من الأغلبية مطلوبة لاتخاذ قرار معين، يتم نقل السيطرة من الأغلبية إلى الأقلية. ... وكلما زادت نسبة الأصوات المطلوبة، صغر حجم الأقلية التي ينتقل إليها السيطرة. (من «القانون الموحد للإجراءات البرلمانية» (The Standard Code of Parliamentary Procedure) كتبته أليس ستورجيس